# 2019 au Brésil
Chronologie du Brésil
- 2015
- 2016
- 2017
- 2018
- 2019
- 2020
- 2021
- 2022
- 2023

Cet article présente les faits marquants de l'année 2019 au Brésil.

## Évènements

### Janvier
- 1er janvier : investiture de Jair Bolsonaro comme 38e président de la république fédérative du Brésil.
- 4 janvier : le gouvernement envoie la Force nationale dans l'État du Ceará après une vague d'attaques perpétrées par des organisations criminelles[1],[2].
- 21 janvier : éclipse de lune dans tout le pays[3].
- 25 janvier : la rupture d'un barrage minier à Brumadinho (Minas Gerais) entraîne une coulée de boue qui fait 186 morts et de nombreux disparus.
- 26 janvier : le Premier ministre israélien Benjamin Netanyahou autorise le déploiement d'un groupe militaire des forces de défense israéliennes pour aider à la recherche de survivants à Brumadinho, dans l'État du Minas Gerais[4].
- 30 janvier : 124 ans après sa création, l'écrivaine Ângela Gutiérrez (pt) devient la première femme à présider l'Académie des lettres du Ceará (pt)[5].

### Février
- 1er février : Rodrigo Maia est élu président de la Chambre des députés[6].
- 2 février : Davi Alcolumbre est élu président du Sénat fédéral[7].
- 4 février : les fortes pluies qui s'abattent sur l'État de Rio de Janeiro font au moins 6 morts[8].
- 8 février : l'incendie des locaux de l'équipe de jeunes de Flamengo, un club multisports, est un événement qui entraîne la mort de 10 personnes et fait 3 blessés[9].
- 11 février :
  - l'accident d'hélicoptère sur l'autoroute Anhanguera à São Paulo tue le journaliste Ricardo Boechat et le pilote Ronaldo Quattrucci[10].
  - un incendie se déclare à la centrale hydroélectrique de Belo Monte[11].
- 13 février : le Tribunal suprême fédéral débat sur la criminalisation de l'homophobie et de la transphobie au Brésil[12].

### Mars
- 5 mars : en présentant Oxalá, salve a princesa! A saga de uma guerreira negra, l'école de samba Mancha Verde est championne du carnaval de São Paulo, le premier titre de son histoire[13].
- 6 mars : en présentant História pra ninar gente grande, l'école de samba Estação Primeira de Mangueira remporte le carnaval de Rio de Janeiro pour la 20e fois de son histoire[14].
- 11 mars : des inondations dans la ville de São Paulo bloquent les voies d'accès à la capitale, et font 12 morts et 4 blessés[15].
- 13 mars : massacre de Suzano dans une école près de São Paulo[16].
- 21 mars : l'ex-président brésilien Michel Temer et l'ex-ministre et ex-gouverneur Moreira Franco sont arrêtés à Rio de Janeiro dans le cadre de l'enquête Opération Lava Jato[17].

### Avril
- 8 avril : des pluies atypiques provoquent des glissements de terrain, des inondations et au moins 10 morts à Rio de Janeiro[18].
- 25 avril : le président Jair Bolsonaro signe un décret abrogeant l'heure d'été brésilienne (pt)[19].

### Mai
- 11 mai : un seul joueur remporte le prix de 289 420 865 R$ au Mega-Sena (pt), ce qui en fait le plus gros prix de l'histoire des lotos réguliers, à l'exception des tirages du Mega-Sena da Virada[20].
- 27 mai : l'accident d'un petit avion dans le village d'Estância, dans le sud de Sergipe, fait trois morts, dont le chanteur Gabriel Diniz[21].

### Juin
- 9 juin : le journal d'investigation The Intercept révèle que le juge Sérgio Moro et les enquêteurs chargés de l'enquête anti-corruption Lava Jato auraient comploté entre eux pour empêcher que l'ancien président brésilien Lula puisse se présenter à l'élection présidentielle de 2018. Un recours sur l'impartialité de Moro et un autre sur une demande de libération de Lula seront examinés.
- 13 juin : le Tribunal suprême fédéral approuve la criminalisation de l'homophobie en vertu de la loi sur le racisme[22].

### Juillet
- 29 juillet : la mutinerie du Centre de redressement régional d'Altamira fait au moins 57 morts[23].

### Août
- À partir du 11 août : la multiplication anormale des feux de forêt dans l'Amazonie brésilienne amène à déclarer l'état d'urgence dans l'Amazonas ; la situation devient hors de contrôle, les foyers s'étendent et se multiplient au long du mois d'août, provoquant des catastrophes écologiques, attirant l'attention internationale et une crise politique internationale envers la gestion de la crise par le gouvernement Bolsonaro, et sa politique écologique et agricole qui encourage la déforestation et le brûlis.
- 30 août : des nappes de pétrole apparaissent sur dix plages de Paraíba, dans le nord-est, selon les données cartographiques compilées par l'Institut brésilien de l'environnement et des ressources naturelles renouvelables (IBAMA)[24].

### Septembre
- 17 septembre : l'ancien président Michel Temer reconnaît que la destitution de Dilma Rousseff et sa prise de pouvoir qui l'a suivi étaient un « putsch » selon ses propres mots.

### Octobre
- 15 octobre : à Fortaleza, l'effondrement d'un immeuble résidentiel tue 9 personnes[25].

### Novembre
- 8 novembre : l'ancien président Luiz Inácio Lula da Silva est libéré de prison[26].

### Décembre
- x

## Décès
- 23 janvier : Caio Junqueira, acteur.
- 25 février : Paulo Nogueira Neto, environnementaliste.
- 11 mars : Coutinho, footballeur.
- 30 avril : Beth Carvalho, auteure-compositrice.
- 8 juin : Andre Matos, chanteur.
- 6 juillet : João Gilberto, musicien.
- 28 juillet : Ruth de Souza, actrice.